# Snack Bar Budapest (colonna sonora)
Snack Bar Budapest è un album del cantante italiano Zucchero Fornaciari, pubblicato l'11 novembre 1988. Contiene i brani della colonna sonora dell'omonimo film di Tinto Brass.
Sulla copertina sono raffigurati Tinto Brass, Zucchero Sugar Fornaciari e Giancarlo Giannini.

## Tracce
Testi e musiche di Zucchero, eccetto dove diversamente indicato.
1. Dune mosse (instrumental) – 5:36
2. Memory – 1:18 (musica: David Sancious)
3. Giannini's Theme – 1:05 (musica: David Sancious)
4. Something Strong – 4:35 (testo: Lisa Hunt – musica: Zucchero, David Sancious)
5. Secrets Part 1 – 0:38 (musica: David Sancious)
6. Something Strong (instrumental) – 3:04 (musica: Zucchero, David Sancious)
7. One Wish – 0:40
8. Sei di mattino – 5:02 (testo: Gino Paoli)
9. Secrets Part 2 – 0:44 (musica: David Sancious)
10. When I Lied – 0:40 (musica: David Sancious)
11. Sei di mattino (instrumental) – 4:00
12. When You Cried – 0:49 (musica: David Sancious)
13. One Dream – 0:55
14. My Baby Just Cares for Me – 3:01 (testo: W. Donaldson – musica: G. Khan)
15. Blue Notes – 0:39

## Successo commerciale
Ha vinto il disco d'oro  per aver venduto 150 000 copie. È arrivato quattordicesimo in Italia, risultando il settantatreesimo disco più venduto nel 1988.